# Dechantal Fokou Ntiolack
Dechantal Fokou Ntiolack est une judokate et samboïste camerounaise née le 1er janvier 1986. 

## Palmarès

### Judo
| Année | Compétition            | Lieu   | Résultat | Catégorie         |
| ----- | ---------------------- | ------ | -------- | ----------------- |
| 2011  | Championnats d'Afrique | Dakar  | 3e       | + 78 kg           |
| 2011  | Jeux africains         | Maputo | 3e       | + 78 kg           |
| 2013  | Championnats d'Afrique | Maputo | 3e       | + 78 kg           |
| 2013  | Championnats d'Afrique | Maputo | 3e       | Toutes catégories |

### Sambo
| Année | Compétition            | Lieu     | Résultat | Catégorie |
| ----- | ---------------------- | -------- | -------- | --------- |
| 2017  | Championnats d'Afrique | Victoria | 1re      | + 80 kg   |
| 2018  | Championnats d'Afrique | Hammamet | 1re      | + 80 kg   |